# 배틀 랩
배틀 랩(battle rap), 또한 랩 배틀링(rap battling)은 두 명 이상의 연주자들 사이에서 행해지는 랩의 한 종류로, 자랑, 모욕, 말장난을 포함한다. 배틀 랩은 종종 "라이브 배틀에서 즉흥적으로 수행되는 프리스타일 래핑"을 말하며, 누가 더 좋은 가사 및 구절을 보유하고 있는지 겨루기 위해 MC들이 같은 무대에서 공연하는 곳"이라고 말했다.
비록 경쟁(대전)은 아니였지만,  배틀 랩은 40 컬(40 Cal)에 의해 느슨하게 묘사되었다. 그는 이전에 미국의 힙합 그룹 디플로마츠(The Diplomats)의 멤버였다고 NBA의 농구 덩크 경연 대회와 비교하며 "과외적인" 기술을 보여주는 2009년 "How to Rap" 책에 기록되었다. 배틀 랩은 그 이후 매우 조직적인 리그 이벤트로 발전하여, 배틀 이벤트는 항상 매진되며 상당한 수익과 관심을 끌어모으고 있다.
디디(Diddy), 부스타 라임스(Busta Rhymes), 드레이크(Drake), 조 버든(Joe Budden), 캐시디(Cassidy)와 같은 주류 예술가들이 그들의 인기를 높이기 위해 전투에 참여하거나 참여했다. 랩 배틀은 종종 기술적으로 창의적인 랩으로 관중들에게 깊은 인상을 주기 위해 쓰여지고 공연되며, 다양한 랩 스타일과 MC를 개인적인 영감 또는 생각의 원천으로 간주하는 것이 좋다. 다양한 MC들이 주로 배틀 랩을 하며, 다른 MC들과 겨루다가 광고 음반을 내기 시작했다.

## 역사
랩 배틀은 일반적으로 1980년대 후반에 이스트 코스트 힙합 장면에서 시작되었다고 믿어지며, 가장 초기이자 가장 악명 높은 배틀 중 하나는 1982년 12월 쿨 모에 디(Kool Moe Dee)가 비지 비 스타스키(Busy Bee Starski)에 도전했을 때 일어났다. – 비지 비 스타스키가 쿨 모에 디의 복잡한 랩에 패배한 것은 "더 이상 MC가 그저 군중을 즐겁게 하는 말솜씨에서 그치는 것이 아니며, 그는 해설가이자 이야기꾼이었다"라는 것을 의미했다. 따라서, 케이알에스-원(KRS-One)이 다큐멘터리 비프(Beef)에서 랩의 변화를 만들어낸 새로운 스타일을 선호하면서, 비지(Busy)의 오래된 랩 형식을 쓸모없게 만들었다.
1980년대, 배틀 랩은 래핑의 전형적으로 인기 있는 형태였다. "How to Rap"이라는 책에 나오는 빅 대디 케인(Big daddy Kane)에 따르면, "80년대 MC로서 당신의 정신 상태는 배틀 형식입니다. 누군가와 대전할 때를 대비해서 뜨거운 라임을 갖는 것에 초점을 맞추었고, 노래에 별로 운을 맞추지 않습니다."라고 한다. 배틀 랩은 여전히 때때로 올드스쿨 힙합과 가깝게 연관되기도 한다. 에소태릭(Esoteric)은  "나의 많은 역량들이 올드스쿨 힙합, 허풍적인 사회 윤리학에서 비롯된다."라고 말한다.
뉴 뮤직 세미나(New Music Seminar, NMS)는 매년 6월 뉴욕에서 열리는 음악 컨퍼런스이자 축제이다. 원칙적으로 1980년에서 1995년까지 운영되었다. 그것은 빠르게 전세계적인 패권을 위한 MC와 DJ 대전을 탄생시켰다.– 래퍼와 DJ들이 이름을 날릴 수 있는 비옥한 쇼케이스에서 말이다. 비지 비(Busy Bee), 멜레 밀(Melle Mel), MF 그리믐(MF Grimm), 그리고 쿨 G 랩(Kool G Rap)과 같은 넒은 영향력을 가진 래퍼들, 평가자로는 아프리카 밤바타(Afrika Bambaataa), P 디디(P Diddy)와 같은 영향력을 가진 다양한 래퍼들이 참가자로 포함되었다.
기록된 유명한 대전들 중 일부는 서적들에 나열되어 있다.  에고 트립(Ego Trip)의 랩 리스트 책에는 록산 대전 (Roxanne Wars) (1984–1985), 주스 크루 vs 부기 다운 프로덕션(Juice Crew vs. Boogie Down Productions) (1986–1988), 쿨 모에 디 vs LL 쿨 제이 (Kool Moe Dee vs. LL Cool J) (1987–1991), MC 서치 vs MC 해머 (MC Serch vs. MC Hammer) (1989–1994), 닥터 드레 & 스눕 독 vs 루크 (Dr. Dre & Snoop Dogg vs. Luke) (1992–1993), 커먼 vs 아이스 큐브 (Common vs. Ice Cube) (1994–1996),MC 퍼비스 & 브랜드 뉴 헤빗  & LL 쿨 제이 vs 캐니버스 (MC Pervis & Brand New Habits and LL Cool J vs. Canibus) (1997–1998) 와 같은 굶직한 대전들이 포함되어 있다. 이는 책에 있는 모든 내용들이 기억에 남는 배틀 랩 구절들을 포함한다.
힙합이 전국적으로 존재감을 과시함과 동시에, MC 대전의 인기가 높아지고 있었다. 당대의 초창기 선구적이였던 사건 중 하나, 배틀 랩의 더 대립적인 변형 중 하나는 1994년 크래이크 G(Craig G)와 수퍼내추럴(Supernatural) 사이의 페이스 오프(face off)였다. 이 전투는 슈퍼내추럴(Supernatural)이 공연하는 동안 크레이그 G(Craig G)를 불러내면서 유기적으로 일어났다. 마침 크레이그 G가 군중 속에 있었고, 사회자는 그를 무대로 초대했다. 크레이그 G는 그날 저녁 대전에서 이겼다. 두 사람은 1990년대에 두 차례 더 만나면서 서브 컬쳐에서 가장 초기이자 가장 흥미로운 사가(saga) 중 하나로 배틀 랩의 자리를 잡았다.
1990년대 후반부터 2000년대 말까지 프리스타일 랩은 매우 인기를 끌었으며, 스크리블 잼(Scribble Jam)과 록스테디(Rocksteady) 같은 전투에서 많은 아티스트들이 새로운 스타일, 카리스마, 재치 있는 펀치 라인으로 주목을 받았다.
21세기 프리스타일 배틀의 부활에 따라, 경쟁들은 HBO, BET, 그리고 MTV에서 보여지는 TV 쇼로 옮겨가기 시작했다. 게다가, 에미넴의 2002년 영화 8마일(8 Mile)은 배틀 랩을 주류 관객들에게 소개하여 배틀에 대한 새로운 관심과 인기를 불러일으켰다.
2000년대 초반, 배틀 랩은 프리스타일 프라이데이(Freestyle Friday)는 "BET"의 인기 프로그램인 "106 & Park"의 대전 장르였다. 두 명의 래퍼가 스튜디오 관객과 세 명의 연예인 심사위원 앞에서 프리스타일 배틀을 겨루는 방식이었다. (DJ는 때때로 제 3자의 위치에서 심판 역할을 한다).
각 선수는 두 라운드에서 30초 동안 프리스타일링을 번갈아 한다. (원래 세그먼트가 처음 시작할 때 1라운드만 진행되었다). 래퍼들은 성적 욕설 혹은 선정적인 가사를 사용할 수 없으며, 실격으로 처벌받을 수 있다. 전투가 끝난 후, 심판들은 다수결로 승자를 결정한다.
결국 이러한 방식의 배틀 랩은 현재 배틀 랩 방식의 기본적인 형태로 바뀌었고, 두 MC가 제 3라운드 배틀에서 미리 쓰여진 구절을 교환하면서 비트 없이 서로 대전하는 방식이 되었다. 배틀 랩의 즉흥적인 측면은 여전히 반박의 형태로 존재한다. 짧은 라임(보통 한 소절의 시작 부분)으로 진행자가 즉석으로 무대에 오른 상대에 대해 언급하거나(예를 들어, 그들이 입고 있는 셔츠를 놀리는 것), 이전 라운드에서 상대방이 말한 것에 응답하는 등의 기술들이 있다. 예전만큼 두드러지지는 않았지만, 반박하는 기술은 여전히 어려운 것으로 많은 사람들에게 존경 받고 있으며, 다방면에 걸친 진행자의 표시이다.
2000년대 초반에 많은 창의적인 사람들이 배틀 랩을 치르고 조직하는 동안, 퀸즈 뉴욕(Queens New York)의 트로이 "스맥" 미첼(Troy “Smack” Mitchell)은 뉴저지(New Jersey)의 세리우스 존스(Serius Jones), 로드 럭스(Loaded Lux), 할렘의 무르다 무크(Murda Mook), 재 밀즈(Jae Millz)를 포함한 유명한 후드 랩퍼들을 모았고, 배틀 랩 녹음, 인쇄, 수작업 판매를 시작했다.
파이트 클럽(Fight Klub)은 최초의 배틀 랩 리그 중 하나로 TV에서 방영된 유일한 리그였으며 2006년 MTV2에서 방영되었다. 그것은 인터네셔널 P.(international P.)에 의해 주최된다. 그곳에 있는 많은 원조 래퍼들은 이제 아소날(Arsonal), 진(Jin), 할로 다 돈(Hollow da don)과 같은 배틀 랩 게임에서 전설적인 존재들이다.
점프 업 TV(Jump Off TV)의 월드 랩 챔피언십은 2006년 런던에서 첫 공연되었으며, 미국과 영국의 래퍼들이 출연하였다.
쿠바에서, 프리스타일 랩 배틀은 종종 조직적인 콘서트를 뒤따르고, 현재 상황과 관련된 플로우가 많은 가사들로 작곡된 곡들을 나란히 배치한다. 프리스타일은 관객이 공연 무대에 통합할 수 있게 해준다. 이는 신인 언더그라운드 아티스트들이 이미 쟁쟁한 쿠바 언더그라운드 래퍼들과 음악적 토론에 참여할 수 있는 장을 제공한다. 프리스타일 싸움은 예술가들이 사회적 격차와 쿠바의 국민들을 괴롭히는 문제들에 대한 관점을 통합할 때 종종 정치적인 것으로 변한다.

## 대적 형식
프리스타일 배틀은 두 명 이상의 래퍼들이 즉흥적인 가사를 사용하여 경쟁하거나 서로 싸우는 대회이다. 각 경쟁자의 목표는 교묘한 가사를 통해 상대방을 "디스"시키는 것이다. 1980년대 초 힙합이 발전하면서 MC들은 다른 MC들과의 라이브 배틀을 통해 명성을 얻었다. 프리스타일 배틀은 길모퉁이, 콘서트 무대, 학교, 심지어 온라인 등 어디에서나 일어날 수 있다.
각 MC(사회자)는 상대방을 '타파'하기 위해서만이 아니라 기술과 서정적인 능력을 사용해 더 나은 래퍼라고 관객들을 설득해야 하므로, 배틀 랩에 있어서 관객은 매우 중요한 요소이다. 정식 공모전에서는 본래 선임된 심사위원이 판단했지만 수상자가 발표되지 않을 때도 최고의 관객 반응을 얻은 래퍼가 승자로 간주된다. 할로우 다돈(Hollow Da Don)과 같은 어느 정도 재능이 있는 래퍼는 몇 달 동안의 준비를 통해 만들어진 서면 형식을 즉흥적인 대사와 함께 암송하는 것을 포함한 다양한 배틀 랩 요소를 상대방을 공격하거나 상대보다 더 위대하다는 이미지를 만드는 수단으로 사용한다. 이는 얼티밋 랩 리그(Ultimate Rap League)의 썸머 매드니스 6(Summer Madness 6)의 메인 이벤트에서 타이 록(Tay Roc)과의 대결에서 제시되는데, 이 대결은 할로우 다돈이 서머 매드니스 6 메인 이벤트(Summer Madness 6 main event)에서 승리의 기준에서 벗어났다고 일반인들의 의견이 일치했다. 동료 배틀 랩 동료인 콘시트드(Conceited)는 텔레비전 플랫폼에서 경쟁 방식의 랩의 더 대중화된 버전뿐만 아니라, 위 분야에서 자신의 이름을 떨쳤다. 그는 그의 상대에게 더 유머러스한 접근법을 취하지만, 그는 여전히 대회에서 우승할 의도를 가지고 공연을 한다.
사이퍼(cipher)는 래퍼, 비트박서, 또는 함께 공연하기 위해 팀을 이루는 음악인들의 모임이다. – 이 용어는 또한 최근 몇 년 동안 구경꾼과 구경꾼으로 구성된 배틀 랩 주변에 형성되는 군중을 의미하게 되었다. 이 그룹은 부분적으로 경쟁을 장려하고 부분적으로 랩 배틀의 공통적인 측면을 강화하는 역할을 한다. 사이퍼는 주로 “힙합 커뮤니티에서 평판을 만들거나 깨뜨리는 것. 사이퍼에 발을 들여 본인의 이야기를 할 수 있다면, 본인의 독특함을 보여주면서 더욱 대즁들에게 받아들여질지도 모른다."라는 면에서 잘 알려져 있다. 이 그룹들은 또한 입소문을 타고 다른 배틀 랩에서의 유행을 장려함으로써 힙합 스타일과 지식에 대한 메시지가 퍼지는 하나의 방법으로도 작용한다..

## 배틀 랩 대회 (리그)
2009년 뉴욕의 얼티메이트 랩 리그(Ultimate Rap League)와 함께 2008년에 시작된 캐나다의 킹 오브 더 닷(King of the Dot), 영국의 돈트 플롭(Don't Flop)과 같은 리그들은 비디오 호스팅 웹사이트인 YouTube, 브랜드 마케팅, 그리고 그들의 조국과 그 너머에 디비전을 만들면서 배틀 랩의 인기를 더했다.
킹 오브 더 닷의 트래비스 플리트우드(Travis Fleetwood), 일명. 오가닉(Organik)은 토론토에 기반을 둔 프리스타일 대회인 "프라이드 2B Eh 배틀 MC"(Proud 2B Eh Battle MC)에서 4승을 거두며 캐나다의 엘리트 배틀 진행자 중 한 명으로 명성을 쌓은 MC는 라이언 PVP(RyanPVP.)라는 이름의 현지 프로듀서/DJ를 만났다.  그들은 토론토 시내의 영-둔다스(Yonge-Dundas) 광장에서 플래시몹 스타일의 행사를 계획했던 첫 번째 행사를 함께 하기 위해 팀을 이루었다. 그러나 경찰이 현장에 배치되고 사설 경호원들이 행사를 라디오 방송국 Flow 93.5 옆 골목으로 이동하도록 강요했다. 그 장소에서 몇 번의 행사가 있은 후, 그들은 늘어나는 군중을 수용할 수 없었기 때문에, 오가닉은 넓은 열린 공간과 거친 장소를 위해 알렉산드라 공원(Alexandra Park)으로 재배치하기로 결정했다. 선명한 비주얼과 제작 가치는 물론이며, 현지 연예인 게스트 심사위원들이 더 도트 라이즈의 왕(King of the Dot's rise)을 선출하는 데 기여했다.
스맥(mack과) 얼티밋 랩 리그는(Ultimate Rap League, URL)는 뉴욕에 기반을 둔 배틀 리그이다. 스트릿스테이터스(StreetStatus)의 예 버브(Aye Verb), 히트맨 홀라(Hitman Holla), 라이온스덴(LionsDen)의 콘시스드(Conceited), 타이 록(Tay Roc), 그라인드타임나우(GrindTimeNow)의 디엔에이(DNA), 홀라다 돈(Hollow Da Don)을 포함한 많은 래퍼들이 참여했다.
퀸 오브 더 링(Queen of the Ring)이라고 불리는 최초의 여성 랩 배틀 리그는 얼티밋 랩 리그에 대응하여 2010년에 설립되었다. 미스 레드(Mis Led)와 드리즈 마미(Drizz Mami)와 같은 여성 배틀 래퍼들이 다른 리그에 존재했지만, 그들은 그 씬에서 현저하게 덜 유행했다. 퀸 오브 더 링(Queen of the Ring)은 열렬한 팬층뿐만 아니라 빠르게 주목을 받았다. 이 리그는 현재 버전 배틀(Version battle), 유알앨(URL), 돈트 플롭(Don't Flop), 케이오티디(KOTD)와 함께 "Top Five"의 빅 배틀 리그 중 하나로 여겨지고 있다. 많은 여성 배틀 래퍼들이 커뮤니티에 널리 알려져 있으며, 다른 "톱 5" 리그가 개최하는 주요 이벤트들 중 대부분에서 여성 전용 랩 배틀이 있다. 여성 배틀 래퍼들이 인지도를 얻으며 남자 대 여자 배틀도 인기를 끌고 있다.
돈트 플롭(Don't Flop)은 2008년에 설립된 영국의 인기 랩 배틀 리그로, 당시 지배적인 배틀 리그였던 점프 오프(umpOff.) 운영하는 토너먼트의 결승에서 공동 설립자인 어그(Eurgh)가 거부당했다는 논란이 있는 판정 결정에 따라 설립되었다.그 이후로, 주목할 만한 출연은 리즐(Rizzle), 일마쿨레이트(Illmaculate), 미스트로(Mystro), 그리고 해리 러브(Harry Love)이다. 돈트 플롭(Don't Flop)은 2012년 그들의 전투 중 하나가 바이럴 비디오가 되었을 때 주류 영국 언론의 주목을 받았고, 전하는 바에 따르면 한 교사가 그의 학생과 싸우는 것을 촬영한 것을 보여주었다고 한다. 비록 문제의 배틀러인 마크 그리스트(Mark Grist)와 블리자드(Blizzard)는 학생이자 선생님이 아니었지만, 이야기는 리그에 큰 폭로를 일으키기에 충분했다. 2014년, 돈트 플롭의 이전 공연자들과 스태프들은 돈트플롭이 좀 더 깨끗한 버전의 제품과 풋 락커(Foot Locker)와 같은 사람들로부터 후원을 받는 것에 대한 반응으로 로날드의 왕으로 탈바꿈했다.
킹 오브 더 로날드(King of the Ronalds)는 초기 펑크 록 운동과 많은 공통점이 있는 철학을 가진 좀 더 원시적인 관점(정신)을 제시한다. 이 리그는 주로 다른 리그와 거리를 두기 위해 경쟁하는 선수들 간의 팽팽한 물리적 대결을 담은 비디오를 사용한다.
2020년 한 해 가장 많이 라이브 스트리밍된 뮤직 이벤트는 스페인어 배틀 랩 대회인 레드불 바탈라(Red Bull Batalla)의 국제 결승전이었다.
플립탑(FlipTop) 배틀 리그, 수누간(Sunugan) 배틀 리그, 바하이 카타이(ahay Katay 배틀 리그, 라글라간 (Laglagan)배틀 리그, 워드 워(WordWar) 배틀 리그가 필리핀의 배틀 랩 리그의 대표적인 예시이다.

## 타 매체에서
- 2002년 영화 8마일(8 Mile)은 미국 디트로이트의 랩 배틀, 특히 디트로이트 출신 래퍼인 에미넴이 연기한 지미 "비-레빗" 스미스 (Jimmy "B-Rabbit" Smith)에 초점을 맞추고 있다. 이 영화에는 래퍼 엑스지빗, 프룹(Proof), 그리고 오비 트라이스(Obie Trice)도 포함되어 있으며 에미넴이 랩 배틀 토너먼트에서 공연함으로써 디트로이트 힙합계에서 부상한 것에 대해 대략적으로 바탕을 두고 있다. 맥히 파이퍼(Mekhi Phifer)가 연기한 퓨처(Future)라는 캐릭터는 디트로이트 출신이자 에미넴의 가장 친한 친구인 프룹(Proof)을 기반으로 느슨하게 만들어졌다. 영화 속 배틀 랩의 배경인 더 쉘터(the actual Shelter)는 에미넴이 싸운 디트로이트의 실제 장소를 기반으로 하고 있지만, 실제 쉘터에서 장면은 촬영되지 않았다.
- 2004년 다큐멘터리 배틀 포 LA: 제1권 보병들(The Battle for L.A.: Footsoldiers, Vol. 1)은 로스앤젤레스에서의 배틀 랩 장면을 기록한다.
- 피터 "나이스 피터" 슈코프(Peter "NicePeter" Shukoff)와 로이드 "에픽 로이드" 알퀴스트(Lloyd "EpicLloyd" Ahlquist)가 만든 유튜브 시리즈 에픽 랩 배틀즈 오브 히스토리(Epic Rap Battles of History)에서는 역사적 인물들과 가상의 인물들이 서로 배틀 랩을 하며 관객이 누가 이겼는지를 결정한다.
- 토모다치 라이프(Tomodachi Life)에서는 오후 6시부터 7시(유럽판에서는 오후 7시부터 8시)까지 분수대에서 랩 배틀 이벤트가 열린다.
- 조셉 칸(Joseph Khan)이 만들고 에미넴이 제작한 2017년 영화 바디드(Bodied)에서는 많은 배틀 래퍼들과 문화권 외의 사람들이 출연한다. 이 영화에서, 칼럼 워디(Calum Worthy)가 연기한 진보적인 대학원생은 논문 주제로서의 배틀 랩에 대한 관심이 경쟁적인 집착으로 변하면서 성공을 발견하고 분노를 불러일으킨다. 바디드는 2017년 토론토 영화제에서 첫 개봉되었다.[30]

## 같이 보기
- 답곡
- 디스 (힙합)
- 더 도즌(The Dozens)
- 플라이팅 (Flyting)
- 프리스타일 랩
- 의식의 흐름 (나레이션, 심리학)

## 참고 문헌 (영문)
- 8 Mile. Dir. Curtis Hanson. DVD. March 18, 2003Larro
- Alan Light; et al. October 1999. The Vibe History of Hip Hop.
- All Rapped Up. Dir. Steven Gregory, Eric Holmberg. Perf. Eric Holmber, Garland Hunt. Videocassette. 1991.
- Blow, Kurtis. Kurtis Blow Presents: The History of Rap, Vol. 1: The Genesis (liner notes). Kurtis Blow Presents: The History Of Rap, Vol. 1: The Genesis.
- Brian, Cross. It's Not About a Salary. London; New York: Verso, 1993 [i.e. 1994].
- Freestyle: The Art of Rhyme. Dir. Kevin Fitzgerald. DVD. 2004.
- Bodied. Dir. Joseph Kahn, Eminem. Film 2017
- Edwards, Paul (2009). 《How to Rap: The Art & Science of the Hip-Hop MC》. Chicago: Chicago Review Press. ISBN 1556528167.